# Colibrí amazília beril
El colibrí amazília beril (Amazilia beryllina) és una espècie d'ocell de la família dels troquílids (Trochilidae) que habita boscos i garrigues d'Amèrica del Nord i Central, des del sud-est d'Arizona, Sonora i sud de Chihuahua, cap al sud, a través de l'oest de Mèxic, Guatemala i El Salvador fins Hondures central.